# RBMK-1000
RBMK-1000は、ソ連が開発した、電気出力100万kWの商業用発電原子炉で、炉型は黒鉛減速沸騰軽水圧力管型原子炉である。RBMKとはロシア語のReaktor Bolshoy Moshchnosti Kanalnyy（hi-power pressure tube reactors、高出力圧力管原子炉）のアクロニムである。ロシア語ではРБМК（Реактор Большой Мощности Канальный）と表記される。英語ではLWGR（Light Water cooled Graphite moderated Reactor、軽水冷却黒鉛減速炉）である。後ろの数字は大まかな出力を示し、RBMK-1000とは100万kW級RBMKを意味する。ウクライナのチェルノブイリ原子力発電所の4号炉が事故を起こしたことで有名な原子炉。いわゆるソ連型。
RBMK-1000にはいわゆる原子炉格納容器が無いことで知られる。黒鉛は軽水とくらべて中性子減速能が劣るため、十分な減速能を得るために黒鉛炉の炉心は大きくなる。実際に外径は14.8mあり、軽水炉の4m～6mよりはるかに大きい。その構成上、原子炉は複数の棒状の構造物（ブロック）で構築されており、一般に「炉」と言われて想像されるような鋼製の格納容器はなく、全体が厚いコンクリートの建屋に収納されている。
この型の原子炉は低出力領域において正の反応度出力係数を持っており、これを補償するために、設計者は原子炉内に常に一定の本数の制御棒を挿入しておく事が必要である。このことは運転規則に明記されているが、これを監視するための制御棒引き抜き本数に連動した警報装置、及び緊急停止装置などは設けられなかった。
1986年4月26日、チェルノブイリ原子力発電所4号炉では、蒸気タービンの惰力運転により軽水を循環させる炉心冷却ポンプを動作させる試験を実行するために、原子炉は蒸気タービンから切り離され、出力を下げられていた状態であった。しかし、再試験の際キセノン蓄積のために出力が低下したために出力を上げようとして規定以上の制御棒を抜いてしまった。そのため原子炉出力が急上昇し、それを非常停止させようと制御棒を一斉挿入した際に炉心出力が急上昇し爆発に至った。
この炉の制御棒は、軽水を排出させるための長い黒鉛棒の上部に中性子を吸収するホウ素素材部分が組み合わされていた。制御棒を挿入すると当初は軽水が排出され、軽水によって減速されなくなった中性子が黒鉛に吸収されることで炉心出力が上昇するとともに、軽水の沸騰による冷却効果が減少して炉心温度が上昇する。その後ホウ素素材部分が挿入されると炉心の中性子が吸収されて出力が低下するという性質を持っていた。制御棒を挿入した当初は逆に炉心出力が一旦上昇するという性質は既知であったために、制御棒を抜く数や方法は厳しく運転規則に定められていたが、実験のために運転員はそれを無視していた。
さらに制御棒のホウ素素材部分までが完全に挿入されるまでに18秒以上も掛かる仕様であったため、多くの制御棒が一度に挿入されたことで炉心が臨界に達し温度と圧力が急上昇して制御棒が崩壊してホウ素素材部分まで挿入できなくなって爆発に至った。なお、日本の軽水炉における完全挿入までの時間は、2秒から4秒程度である。

## 主な仕様
- 熱出力:320万kW
- 電気出力:100万kW
- 制御棒:221本
- 制御棒完全挿入:18秒以上
- 黒鉛ブロックのサイズ:幅25cm×奥行25cm×高さ60cm
- 黒鉛ブロック中央の穴直径:11.4cm
- 黒鉛ブロック数:221本
- 炉心サイズ:11.8m×7.0m
- 圧力管数:1661本
- 燃料:2.0%低濃縮ウラン

## 関連記事
- 原子力発電
- チェルノブイリ原子力発電所